# Jules Dingler
Pour les articles homonymes, voir Dingler.
Jules Dingler, né à Lorient le 22 septembre 1836 et mort aux Sables-d'Olonne le 3 septembre 1901, était un ingénieur des Ponts et Chaussées.

## Origines familiales
Jules Dingler est né en 1836 à Lorient où son père, polytechnicien (X1822), d’origine lorraine, exerçait comme ingénieur des constructions et armes navales.
Ayant perdu ses parents relativement tôt, sa mère Mathilde Quinchez en 1846 - sans doute à la suite de la naissance de son frère cadet Paul - et son père en 1869, Dingler prépare à l’exemple de son père le concours d’entrée à l’École Polytechnique, point d'entrée privilégié d'une carrière dans les Travaux Publics de l'État.

## Formation et début de carrière
Entré 43e sur 166 dans la promotion 1855, il en sort 19e sur 144 deux ans plus tard, rang qui lui permet d’opter pour le corps prestigieux des Ponts et Chaussées. Il gravit ensuite les étapes habituelles de sa spécialité en Vendée, département dans lequel les travaux hydrauliques et portuaires offrent aux jeunes ingénieurs un bon terrain d’exercice.
Son supérieur est alors Auguste Forestier, ingénieur en chef dont il se rapproche très vite épousant sa fille. Dingler reste dans la région près de vingt ans, y conduisant avec succès divers travaux d’hydraulique qui assoient sa réputation d'ingénieur compétent.
Outre divers chantiers de voirie, il fait construire en 1874 le canal de la Gachère créé pour évacuer vers la mer les eaux de l’Auzance et de la Vertonne afin de réduire les marécages qui se concentrent dans la ria des Sables d’Olonne faute d’un écoulement suffisant. 
Ingénieur ordinaire dans cette dernière ville, il y réalise divers aménagements, opportune modernisation des installations portuaires qui donne alors un coup de fouet aux activités halieutiques de la cité. Dingler s’intéresse d’ailleurs suffisamment aux destinées de celle-ci pour en devenir brièvement maire en 1877, expérience d’une seule année qu’il ne renouvellera pas.

## L'affaire de Panama
En 1882, mettant fin à son activité vendéenne, Dingler, au titre d’une compétence unanimement reconnue par ses pairs, est sollicité par Ferdinand de Lesseps, héros de l’aventure du canal de Suez et promoteur du futur canal interocéanique dont le passage par l’isthme de Panama a été adopté trois ans plus tôt lors du congrès organisé à Paris par la Société de Géographie.
Succédant tout d'abord à Alphonse Couvreux comme ingénieur-conseil pour la compagnie à Paris, nommé ensuite directeur des travaux, Dingler débarque à Colon le 1er mars 1883, accompagné par Charles de Lesseps, fils ainé du « Grand Français » ainsi que toute sa famille, son épouse, son fils, sa fille et même son gendre.
En expert, Dingler a dessiné le tracé du futur canal qui, selon les vœux de Lesseps, sera un ouvrage à niveau de 80 kilomètres de long coupant l’isthme au plus court, de Colon à Panama.
Dès son arrivée, l’ingénieur en chef prend la situation en main, confirmant sa réputation d’habileté. Il se concentre sur l’organisation du chantier alors en grand désordre après l’adoption du système de contrats qui multiplient les entreprises, souvent de petite taille, œuvrant sur le terrain. Si ce mode de gestion peut s'avérer fructueux pour les dirigeants de la compagnie, il aboutit de fait à un surinvestissement dans la mise en œuvre des dizaines d’appels d’offre mais surtout, en retour, multiplie les contentieux qui surgissent avec les commissionnaires défaillants. Pour améliorer l’efficacité des travaux, Dingler achète des machines modernes dont le coût ne peut être assuré par les entreprises contractantes et en coordonne l’utilisation. Il établit plusieurs fronts d'avancée dont l’entrée du canal à Colon mais aussi et surtout sur le point haut, quasi infranchissable du tracé, le seuil de la Culebra dont la nature des sols sera une des causes majeures de l'échec de l'entreprise française.

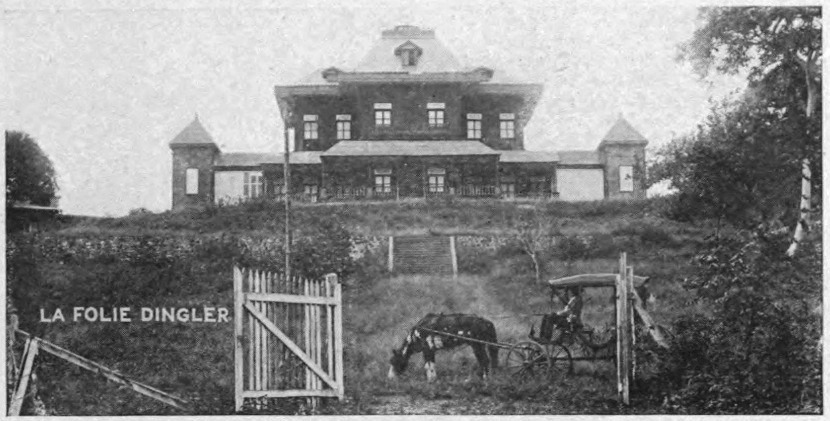
Photographie ancienne de la « Folie Dingler ».

Au titre de son statut de directeur, installé provisoirement dans une maison confortable de Panama, future « Legacion » de ses lointains successeurs américains, Dingler fait construire pour son usage à Ancon, un manoir de bois, la fameuse « Folie Dingler » dont le coût atteindra, selon les témoins de l’époque, près de 50 000 $, dépense qui, comme ses luxueuses conditions de vie, lui seront beaucoup reprochées quand éclatera l’affaire de Panama. Dès septembre, pourtant aux prises avec des difficultés extrêmes, à l’évidence sous-estimées, Dingler parvient à faire avancer les travaux de manière considérable. Au début de 1884, il peut mobiliser chaque jour de travail près de 20 000 ouvriers, souvent recrutés dans les Antilles proches, soumis à des conditions de vie éprouvantes, notamment du fait d'une mortalité extrême.
Alors même qu’il avait eu l’imprudence, avant de rejoindre le Panama, d’affirmer par bravache que la maladie ne touchait que les ivrognes et les paresseux, Dingler voit la fièvre jaune s'abattre sur sa famille. Sa fille Louise disparaît dès janvier 1884, suivie par son fils Jules et enfin, peu après, par son gendre. Cette hécatombe concerne aussi les employés de la compagnie. Une enquête réalisée plus tard démontrera que sur 80 agents qui ont réussi à passer au moins six mois dans l’isthme, vingt seront morts entre-temps.
Jules Dingler, avec une force d’âme et une dignité qui étonnent les témoins, persévère pourtant, se plongeant dans le travail avec une forte abnégation. S'il retourne en France avec sa femme en juin, il n'hésite pas à revenir en octobre suivant, emmenant avec lui un jeune ingénieur qui jouera un rôle essentiel dans la réalisation ultime de l’ouvrage mais plus encore dans l’histoire du Panama, Philippe Bunau-Varilla.
Le calvaire de Dingler n’est pas terminé. Sa femme qui contracte à son tour la fièvre jaune meurt en janvier 1885. Anéanti par ce nouveau coup du sort, après voir géré tant bien que mal des travaux dont le gigantisme réclame un financement toujours plus important, Dingler quitte définitivement l’isthme en juin, laissant ses proches les plus chers dans le cimetière de Panama et la direction de la compagnie à Bunau-Varilla. Toujours lié à l'entreprise, Dingler en sera l'ingénieur-conseil pour la définition du contrat passé en 1887 avec Gustave Eiffel, dit « traité Eiffel », prévoyant l'abandon du canal à niveau pour un système d'écluses beaucoup moins difficile à réaliser.
Cité en 1893 par les parties lors du procès provoqué par l'affaire de Panama qui éclate en 1892 et ébranle profondément la République, Dingler ne quitte pas lors de ses dépositions un terrain technique qui seul l'a concerné. Cette posture, qui ne manque pas de décevoir le public, prouve aussi la faiblesse des accusations dont il fait l'objet. Elle lui épargne toute condamnation, à l'inverse des « chéquards » et autres « panamistes » qui subissent alors les foudres du verdict.
Jules Dingler meurt aux Sables-d'Olonne le 3 septembre 1901, à l'âge de 65 ans.